# Ricardo Aparicio y Aparicio
Ricardo Aparicio y Aparicio (Énguera, 1860 - Aguilar de la Frontera, 3 de maig del 1939) fou un polític valencià, diputat a les Corts Espanyoles durant la restauració borbònica.

## Biografia
Terratinent membre del Partit Liberal, fou elegit diputat pel districte de Xelva a les eleccions generals espanyoles de 1905 en substitució de Gil Roger Vázquez, però no arribà a presentar la credencial per a prendre possessió de l'escó. A les eleccions generals espanyoles de 1910 fou elegit diputat pel districte de Còrdova. Va ser governador civil de Badajoz, Granada i Alacant, i alcalde d'Aguilar de la Frontera.
El seu fill Rafael Aparicio de Arcos (Aguilar de Arcos 1893 - Còrdova 1936) va ser polític, alcalde d'Aguilar de Arcos i diputat provincial; morí afusellat el 17 d'agost del 1936. El seu altre fill José va ser advocat i va tenir responsabilitats polítiques locals.